# Niebieski pokój
Niebieski pokój, inaczej pokój przesłuchań lub przyjazny pokój przesłuchań – pomieszczenie przystosowane i przeznaczone do przesłuchań dzieci.

## Idea
Pomysł przyjaznego pokoju przesłuchań poza salą rozpraw narodził się z inicjatywy Fundacji Dzieci Niczyje. Gorącym orędownikiem stworzenia takiego pokoju była łódzka sędzia Anna Maria Wesołowska i to za jej sprawą po raz pierwszy w historii polskiego wymiaru sprawiedliwości zastosowano w trakcie rozprawy nagrane wcześniej przesłuchanie. Miało to miejsce 4 czerwca 2004 roku w łódzkim Sądzie Okręgowym.
Materiały dowodowe uzyskane jednorazowo z przesłuchań w niebieskim (przyjaznym) pokoju mają taką samą moc prawną jak zeznania uzyskane podczas przesłuchania w sądowej sali rozpraw. Pozwala to unikać kilkakrotnych przesłuchań dzieci w tej samej sprawie.

## Charakterystyka pokoju
Pokoje do przesłuchań dzieci znajdują się poza budynkami sądu, względnie prokuratury. Taka lokalizacja ma sprawić, by dziecko czuło się bezpiecznie, a samo przesłuchanie odbywało się w przyjaznych warunkach. W pokoju znajdują się zabawki, by dziecko mogło czuć się bardziej komfortowo. Niezbędnymi elementami w wyposażeniu niebieskiego (przyjaznego) pokoju jest lustro weneckie i sprzęt audiowizualny do rejestracji dźwięku i obrazu z całego przesłuchania. Jednakże najczęściej znajdują się one w sądach, względnie fundacjach, np. Fundacja Pomocy Rodzinie "Opoka" w Łodzi. Przesłuchanie dziecka ma formę rozmowy z sędzią, w której uczestniczy psycholog. W pomieszczeniu znajdującym się obok przyjaznego pokoju przesłuchań podczas trwania przesłuchania przebywa prokurator, względnie obrońca oskarżonego, protokolant i technik, dbający o przebieg przesłuchania oraz właściwą jakość nagrania z rozmowy z dzieckiem. Przesłuchanie jest nagrywane najczęściej na płytę DVD, taśmę VHS i dołączane do materiału dowodowego sprawy.

## Lokalizacja pokoi
Wzorcowe przyjazne pokoje znajdują się w Warszawie, w Centrum Pomocy Dzieciom Mazowiecka, w Zielonej Górze, w Zakładzie Poradnictwa Młodzieżowego i Edukacji Seksualnej Uniwersytetu Zielonogórskiego, także w Łodzi w Sądzie Rejonowym Łódź-Śródmieście, który powstał jako jeden z pierwszych w Polsce.